# Morisot (krater)
För andra betydelser, se Morisot.
Morisot är en nedslagskrater med en diameter på 48 kilometer, på planeten Venus. Morisot har fått sitt namn efter den franska målaren Berthe Morisot.